# Taxeotis eutyctodes
Taxeotis eutyctodes là một loài bướm đêm trong họ Geometridae.